# 勒达和天鹅 (米开朗基罗)
《勒达和天鹅》是米开朗基罗的一幅蛋彩画，绘制于 1530 年，现已失传，仅存复制品和草图。作品描绘了一个希腊神话故事。
1512 年，费拉拉公爵阿方索一世前往罗马，与教宗儒略二世和解，儒略二世于1510 年夏天 因他与法王路易十二联合反对威尼斯共和国，而将他逐出教会。儒略赦免了他。在返回费拉拉之前阿方索在罗马逗留数日。 7 月 11 日，他参观了米开朗基罗正在绘制的西斯汀小堂天花板。他爬上脚手架，与米开朗基罗进行了长时间的谈话，米开朗基罗答应给他一幅画。
几年过去了，合同一直没有签订。1529 年，米开朗基罗作为佛罗伦萨共和国的“工事总督”视察费拉拉的城墙，公爵要求米开朗基罗信守诺言。瓦萨里说，米开朗基罗在 1530 年 8 月返回佛罗伦萨时创作了这幅作品，当时佛罗伦萨已陷落，也许是利用了躲藏的时间。这是一幅蛋彩画，将朱庇特描绘成天鹅，与勒达做爱，还画了蛋和幼年的卡斯托耳和波鲁克斯。
这幅画于 1530 年 10 月中旬完成，但米开朗基罗听到阿方索的轻视意见后，便拒绝交付。后来安东尼奥米尼获得了这幅作品和一些草图，于 1531 年将其带到法国。 1532年，他将这幅画献给法王弗朗索瓦一世，送到枫丹白露宫。
罗索·菲奥伦蒂诺的著名复制品，收藏于伦敦国家美术馆， 其他复制品收藏于历代大师画廊（德累斯顿） 、 画廊（柏林）和威尼斯的科雷尔博物馆。佛罗伦萨的博纳罗蒂之家藏有一份复制品，还有米开朗基罗绘制的勒达头部的草图。 